# Argyresthia spinosella

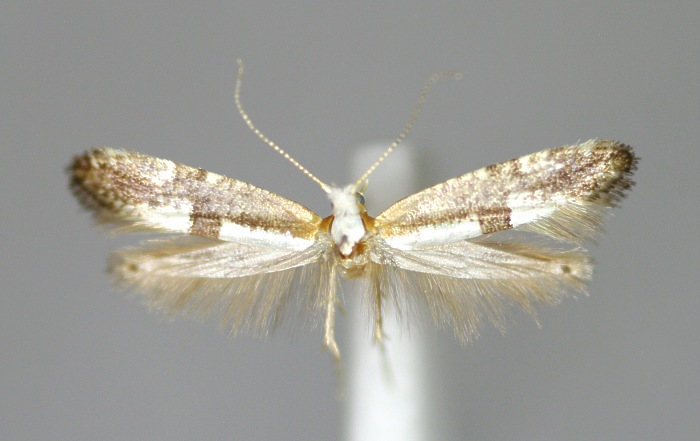
Präparat mit gespannten Flügeln

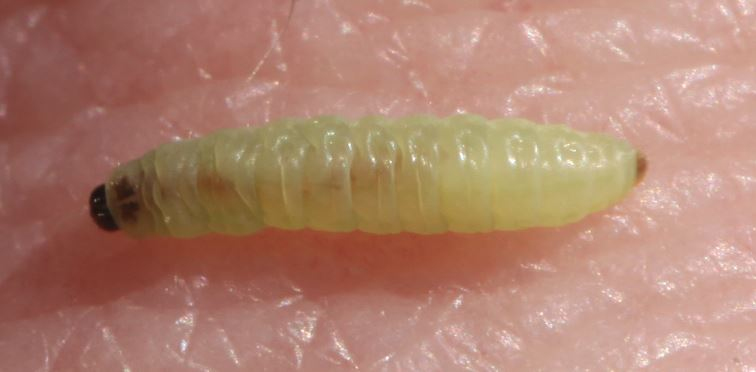
Raupe

Argyresthia spinosella, auch als Schlehen-Knospenmotte bezeichnet, ist ein Schmetterling (Nachtfalter) aus der Familie der Gespinst- und Knospenmotten (Yponomeutidae).

## Merkmale
Dieser kleine Falter erreicht eine Flügelspannweite von 9 bis 11 Millimetern. Die Spitzen der Vorderflügel sind dunkelbraun gesprenkelt. Die vordere Hälfte der Vorderflügel ist hellbraun gesprenkelt, während die hintere Hälfte weiß ist und auf halber Länge einen hellbraunen Fleck aufweist, der bis zur hinteren Flügelkante reicht. In Sitzstellung erscheint dieser Fleck als dunkles Band, das quer über den Körper des Schmetterlings verläuft. 
Die etwa 6 mm langen Raupen sind gelbgrün. Sie besitzen einen schwarzen Kopf sowie auf der Oberseite des ersten Segments zwei nebeneinander gelegene dunkle Flecke. Am hinteren Ende weisen die Raupen eine leichte Verdunkelung auf. 

## Verbreitung
Argyresthia spinosella ist in Europa weit verbreitet. Im Norden reicht das Vorkommen der Art bis nach Mittelschweden. In Großbritannien fehlt die Art lediglich im Norden Schottlands.

## Lebensweise
Die Art bildet eine Generation pro Jahr, diese fliegt von Juni bis Juli. Die Falter werden vom Licht angezogen. Die Raupen minieren im Frühjahr an den blühenden Trieben des Schlehdorns (Prunus spinosa).

## Ähnliche Arten
Ähnliche Schmetterlinge sind:
- Argyresthia glaucinella
- Argyresthia conjugella
- Argyresthia semifusca

## Taxonomie
In der Literatur finden sich folgende Synonyme:
- Erminea mendica Haworth, 1828